# Émile Maruéjouls
Pour les articles homonymes, voir Maruéjouls.
Émile Maruéjouls, né le 4 août 1835 à Villefranche-de-Rouergue (Aveyron) et mort le 22 octobre 1908 à Sainte-Croix (Aveyron), est un homme politique français, membre du Parti radical. Premier Président de l'AFDET, Association Française pour le Développement de l'Enseignement Technique, de 1903 à 1908.

## Biographie
Il est avocat, puis conseiller de préfecture de la Seine de 1881 à 1889.
Il épouse Ernestine Angélique Émilie Cibiel.

## Mandats
- conseiller général du canton de Villeneuve (Aveyron) de 1871 à 1883, puis du canton de Capdenac-Gare de 1890 à 1908 ;
- député de l'Aveyron de 1889 à 1908 ;
- président du conseil général de l'Aveyron de 1896 à 1906 ;
- ministre du Commerce, de l'Industrie, des Postes et Télégraphes dans le second ministère Brisson en 1898 ;
- ministre des Travaux publics de 1902 à 1905 dans le ministère Combes ;
- premier président de 1903 à 1908 de l'Association française pour le développement de l'enseignement technique (AFDET).

## Distinctions
- Officier de l'Instruction publique
- Officier de la Légion d'honneur

## Postérité
Le sculpteur aveyronnais Denys Puech (1854-1942) a réalisé un buste d'Émile Maruéjouls.

## Sources
- « Émile Maruéjouls », dans le Dictionnaire des parlementaires français (1889-1940), sous la direction de Jean Jolly, PUF, 1960 [détail de l’édition]
- Claude Hui, L'AFDET et l'Enseignement technique - 1902 - 2002 : une histoire partagée, Paris, Collection AFDET Études, mars 2019, 511 p.  (ISSN 2556-3092), p. 21